# FA Premier League de 2006–07
A Premier League de 2006–07 foi realizada entre 19 de agosto de 2006 e 13 de maio de 2007 e teve como campeão o Manchester United.
Manchester United terminou a Premiership como campeão pela nona vez em quinze anos, depois do empate do Chelsea com o Arsenal no Emirates Stadium.

## Classificação Final
J = Número de jogos; V = Número de vitórias; E = Número de empates; D = Número de derrotas; GP = Gols Pró; GC = Gols Contra; SG = Saldo de Gols; Pts = Pontos
C = Campeão; R = Rebaixado
1. Os finalistas da FA Cup 2006-07, Manchester United e Chelsea (que também venceu a Carling Cup) 2006-07, confirmaram a classificação para a UEFA Champions League 2007-08, o 5º, 6º e 7º disputarão a Copa da UEFA 2007-08.
The highest-placed team who applied for the Intertoto Cup and not in an automatic UEFA Cup spot will be awarded with a place in that competition. Blackburn Rovers occupy the Intertoto place, because Portsmouth and Reading did not apply. A further place in the UEFA Cup was up for grabs via the Premiership Fair Play League. The winner is placed into a draw with the winners of Fair Play leagues in other countries. The representatives from the two countries that come out of the hat first are given a place in the UEFA Cup First Qualifying Round. Since the winners of the Premiership Fair Play League, Tottenham Hotspur, had already qualified for the UEFA Cup by virtue of their league position, their place in the Fair Play draw was given to Aston Villa. However, the places in the UEFA Cup were awarded to the representatives from Finland and Norway.
| Campeão Premier League 2006-07 |
| ------------------------------ |
| Manchester United 16º Título   |

## Resultados
O time da casa está listado na coluna da esquerda.
|                   | ARS | AST | BLA | BOL | CHA | CHE | EVE | FUL | LIV | MNC | MNU | MID | NEW | POR | REA | SFU | TOT | WAT | WHU | WIG |
| ----------------- | --- | --- | --- | --- | --- | --- | --- | --- | --- | --- | --- | --- | --- | --- | --- | --- | --- | --- | --- | --- |
| Arsenal           | XXX | 1-1 | 6-2 | 2-1 | 4-0 | 1-1 | 1-1 | 3-1 | 3-0 | 3-1 | 2-1 | 1-1 | 1-1 | 2-2 | 2-1 | 3-0 | 3-0 | 3-0 | 0-1 | 2-1 |
| Aston Villa       | 0-1 | XXX | 2-0 | 0-1 | 2-0 | 0-0 | 1-1 | 1-1 | 0-0 | 1-3 | 0-3 | 1-1 | 2-0 | 0-0 | 2-1 | 3-0 | 1-1 | 2-0 | 1-0 | 1-1 |
| Blackburn Rovers  | 0-2 | 1-2 | XXX | 0-1 | 4-1 | 0-2 | 1-1 | 2-0 | 1-0 | 4-2 | 0-1 | 2-1 | 1-3 | 3-0 | 3-3 | 2-1 | 1-1 | 3-1 | 1-2 | 2-1 |
| Bolton Wanderers  | 3-1 | 2-2 | 1-2 | XXX | 1-1 | 0-1 | 1-1 | 2-1 | 2-0 | 0-0 | 0-4 | 0-0 | 2-1 | 3-2 | 1-3 | 1-0 | 2-0 | 1-0 | 4-0 | 0-1 |
| Charlton Athletic | 1-2 | 2-1 | 1-0 | 2-0 | XXX | 0-1 | 1-1 | 2-2 | 0-3 | 1-0 | 0-3 | 1-3 | 2-0 | 0-1 | 0-0 | 1-1 | 0-2 | 0-0 | 4-0 | 1-0 |
| Chelsea           | 1-1 | 1-1 | 3-0 | 2-2 | 2-1 | XXX | 1-1 | 2-2 | 1-0 | 3-0 | 0-0 | 3-0 | 1-0 | 2-1 | 2-2 | 3-0 | 1-0 | 4-0 | 1-0 | 4-0 |
| Everton           | 1-0 | 0-1 | 1-0 | 1-0 | 2-1 | 2-3 | XXX | 4-1 | 3-0 | 1-1 | 2-4 | 0-0 | 3-0 | 3-0 | 1-1 | 2-0 | 1-2 | 2-1 | 2-0 | 2-2 |
| Fulham            | 2-1 | 1-1 | 1-1 | 1-1 | 2-1 | 0-2 | 1-0 | XXX | 1-0 | 1-3 | 1-2 | 2-1 | 2-1 | 1-1 | 0-1 | 1-0 | 1-1 | 0-0 | 0-0 | 0-1 |
| Liverpool         | 4-1 | 3-1 | 1-1 | 3-0 | 2-2 | 2-0 | 0-0 | 4-0 | XXX | 1-0 | 0-1 | 2-0 | 2-0 | 0-0 | 2-0 | 4-0 | 3-0 | 2-0 | 2-1 | 2-0 |
| Manchester City   | 1-0 | 0-2 | 0-3 | 0-2 | 0-0 | 0-1 | 2-1 | 3-1 | 0-0 | XXX | 0-1 | 1-0 | 0-0 | 0-0 | 0-2 | 0-0 | 1-2 | 0-0 | 2-0 | 0-1 |
| Manchester United | 0-1 | 3-1 | 4-1 | 4-1 | 2-0 | 1-1 | 3-0 | 5-1 | 2-0 | 3-1 | XXX | 1-1 | 2-0 | 3-0 | 3-2 | 2-0 | 1-0 | 4-0 | 0-1 | 3-1 |
| Middlesbrough     | 1-1 | 1-3 | 0-1 | 5-1 | 2-0 | 2-1 | 2-1 | 3-1 | 0-0 | 0-2 | 1-2 | XXX | 1-0 | 0-4 | 2-1 | 3-1 | 2-3 | 4-1 | 1-0 | 1-1 |
| Newcastle United  | 0-0 | 3-1 | 0-2 | 1-2 | 0-0 | 0-0 | 1-1 | 1-2 | 2-1 | 0-1 | 2-2 | 0-0 | XXX | 1-0 | 3-2 | 0-1 | 3-1 | 2-1 | 2-2 | 2-1 |
| Portsmouth        | 0-0 | 2-2 | 3-0 | 0-1 | 0-1 | 0-2 | 2-0 | 1-1 | 2-1 | 2-1 | 2-1 | 0-0 | 2-1 | XXX | 3-1 | 3-1 | 1-1 | 2-1 | 2-0 | 1-0 |
| Reading           | 0-4 | 2-0 | 1-2 | 1-0 | 2-0 | 0-1 | 0-2 | 1-0 | 1-2 | 1-0 | 1-1 | 3-2 | 1-0 | 0-0 | XXX | 3-1 | 3-1 | 0-2 | 6-0 | 3-2 |
| Sheffield United  | 1-0 | 2-2 | 0-0 | 2-2 | 2-1 | 0-2 | 1-1 | 2-0 | 1-1 | 0-1 | 1-2 | 2-1 | 1-2 | 1-1 | 1-2 | XXX | 2-1 | 1-0 | 3-0 | 1-2 |
| Tottenham Hotspur | 2-2 | 2-1 | 1-1 | 4-1 | 5-1 | 2-1 | 0-2 | 0-0 | 0-1 | 2-1 | 0-4 | 2-1 | 2-3 | 2-1 | 1-0 | 2-0 | XXX | 3-1 | 1-0 | 3-1 |
| Watford           | 1-2 | 0-0 | 2-1 | 0-1 | 2-2 | 0-1 | 0-3 | 3-3 | 0-3 | 1-1 | 1-2 | 2-0 | 1-1 | 4-2 | 0-0 | 0-1 | 0-0 | XXX | 1-1 | 1-1 |
| West Ham United   | 1-0 | 1-1 | 2-1 | 3-1 | 3-1 | 1-4 | 1-0 | 3-3 | 1-2 | 0-1 | 1-0 | 2-0 | 0-2 | 1-2 | 0-1 | 1-0 | 3-4 | 0-1 | XXX | 0-2 |
| Wigan Athletic    | 0-1 | 0-0 | 0-3 | 1-3 | 3-2 | 2-3 | 0-2 | 0-0 | 0-4 | 4-0 | 1-3 | 0-1 | 1-0 | 1-0 | 1-0 | 0-1 | 3-3 | 1-1 | 0-3 | XXX |

## Estatísticas da Temporada

### Placares
- Maior Goleada (6 gols) - Reading 6-0 West Ham United
- Maior número de gols em uma partida (8 gols) - Arsenal 6-2 Blackburn Rovers
- Primeiro Gol - Rob Hulse - em Sheffield United (1)1-1 Liverpool
- Último Gol - Harry Kewell (pênalti) - em Liverpool 2-2 Charlton Athletic

### Total
- Maior número de vitórias - Manchester United (28)
- Menor número de vitórias - Watford (5)
- Maior número de derrotas - West Ham United (21)
- Menor número de derrotas - Chelsea (3)
- Mais Golos Marcados - Manchester United (83)
- Menos Golos Marcados - Manchester City and Watford (29)
- Mais Golos Sofridos - Fulham and Charlton Athletic (60)
- Menos Golos Sofridos - Chelsea (24)

### Casa
- Maior número de vitórias - Manchester United (15)
- Menor número de vitórias - Watford (3)
- Maior número de derrotas - Wigan Athletic (10)
- Menor número de derrotas - Chelsea (0)
- Mais Gols Marcados - Manchester United (46)
- Menos Gols Marcados - Manchester City (10)
- Mais Gols Sofridos - Wigan Athletic (30)
- Menos Gols Sofridos - Liverpool (7)

### Visitante
- Maior número de vitórias - Manchester United (13)
- Menor número de vitórias - Fulham and Charlton Athletic (1)
- Maior número de derrotas - Sheffield United (14)
- Menor número de derrotas - Manchester United and Chelsea (3)
- Mais Gols Marcados - Manchester United (37)
- Menos Gols Marcados - Sheffield United (8)
- Mais Gols Sofridos - Fulham (42)
- Menos Gols Sofridos - Chelsea (13)

## Gols

### Artilheiros
| Jogador           | Gols | Time              |
| ----------------- | ---- | ----------------- |
| Didier Drogba     | 20   | Chelsea           |
| Benni McCarthy    | 18   | Blackburn Rovers  |
| Cristiano Ronaldo | 17   | Manchester United |
| Mark Viduka       | 16   | Middlesbrough     |
| Darren Bent       | 14   | Charlton Athletic |
| Wayne Rooney      | 14   | Manchester United |
| Dimitar Berbatov  | 13   | Tottenham Hotspur |
| Kevin Doyle       | 13   | Reading           |
| Robbie Keane      | 12   | Tottenham Hotspur |
| Dirk Kuyt         | 12   | Liverpool         |
| Yakubu Aiyegbeni  | 12   | Middlesbrough     |

### Gols Mais Rápidos
| Jogador       | Tempo (segundos) | Time              | Adversário       |
| ------------- | ---------------- | ----------------- | ---------------- |
| Kevin Doyle   | 16               | Reading           | Sheffield United |
| Danny Murphy  | 39               | Tottenham Hotspur | Portsmouth       |
| Shabani Nonda | 57               | Blackburn Rovers  | Portsmouth       |

## Prêmios

### Melhor jogador jovem
| Cristiano Ronaldo | Manchester United | 1º |
| Cesc Fábregas     | Arsenal           | 2º |
| Aaron Lennon      | Tottenham Hotspur | 3º |

### Prêmios Mensais
| Mês               | Treinador                    | Jogador                                                               |
| ----------------- | ---------------------------- | --------------------------------------------------------------------- |
| Agosto de 2006    | Sir Alex Ferguson (Man Utd)  | Ryan Giggs (Man Utd)                                                  |
| Setembro de 2006  | Steve Coppell (Reading)      | Andrew Johnson (Everton)                                              |
| Outubro de 2006   | Sir Alex Ferguson (Man Utd)  | Paul Scholes (Man Utd)                                                |
| Novembro de 2006  | Steve Coppell (Reading)      | Cristiano Ronaldo (Man Utd)                                           |
| Dezembro de 2006  | Sam Allardyce (Bolton)       | Cristiano Ronaldo (Man Utd)                                           |
| Janeiro de 2007   | Rafael Benítez (Liverpool)   | Cesc Fàbregas (Arsenal)                                               |
| Fevereiro de 2007 | Sir Alex Ferguson (Man Utd)  | Ryan Giggs (Man Utd)                                                  |
| Março de 2007     | José Mourinho (Chelsea)      | Petr Čech (Chelsea)                                                   |
| Abril de 2007     | Martin O'Neill (Aston Villa) | Robbie Keane (Tottenham Hotspur) Dimitar Berbatov (Tottenham Hotspur) |

### Equipe do ano
- Goleiro: Edwin van der Sar (Manchester United).
- Defensores: Gary Neville, Patrice Evra, Rio Ferdinand, Nemanja Vidić (todos do Manchester United).
- Meio-campistas: Steven Gerrard (Liverpool), Paul Scholes, Ryan Giggs, Cristiano Ronaldo (todos do Manchester United).
- Atacantes: Didier Drogba (Chelsea), Dimitar Berbatov (Tottenham Hotspur).